# خان ببين
خان ببين (بالفارسية: خان‌ببین) هي مدينة تقع في إيران في Fenderesk District. يقدر عدد سكانها بـ 10,435 نسمة وترتفع عن سطح البحر 67 متر.